# Zamerjálaj Tarzí
Zamerjálaj Tarzí (* 1939, persky زَمِریالَی طَرزی ‎), anglicky Zemaryalai Tarzi je archeolog z Afghánistánu. Narodil se v Kábulu. Svá studia vykonával pod patronací profesora Daniela Schlumbergera. V roce 1979 se dostal do Francie, kde začal působit v postu profesora Východní archeologie na Marc Bloch University, University of Strasbourg. V dalších letech začal pracovat především v oblasti Bamjánu, kde se i v současnosti zabývá archeologickými pozůstatky Bamjánského údolí a především bamjánskými Buddhy. Tarzí patří k zastáncům teorie o existenci několikasetmetrové sochy ležícího Buddhy, která by se podle některých zdrojů měla v Bamjánu nacházet.